# Saint-Denis-de-Pile
Saint-Denis-de-Pile egy francia település Gironde megyében az Aquitania régióban. Lakosainak száma 5916 fő (2022. január 1.). Lakóit Dionysiens-nak és Dionysiennes-nak nevezik.

## Adminisztráció
Polgármesterek:
- 1989–2020 Alain Marois

## Demográfia
| Lakosok száma | 2371 | 3204 | 3909 | 4743 | 5281 | 5302 | 5535 | 5688 | 5791 | 5916 |
|               | 1968 | 1982 | 1990 | 2006 | 2013 | 2015 | 2017 | 2019 | 2020 | 2022 |

## Látnivalók
- V. században épített és a XII. században átépített templom.

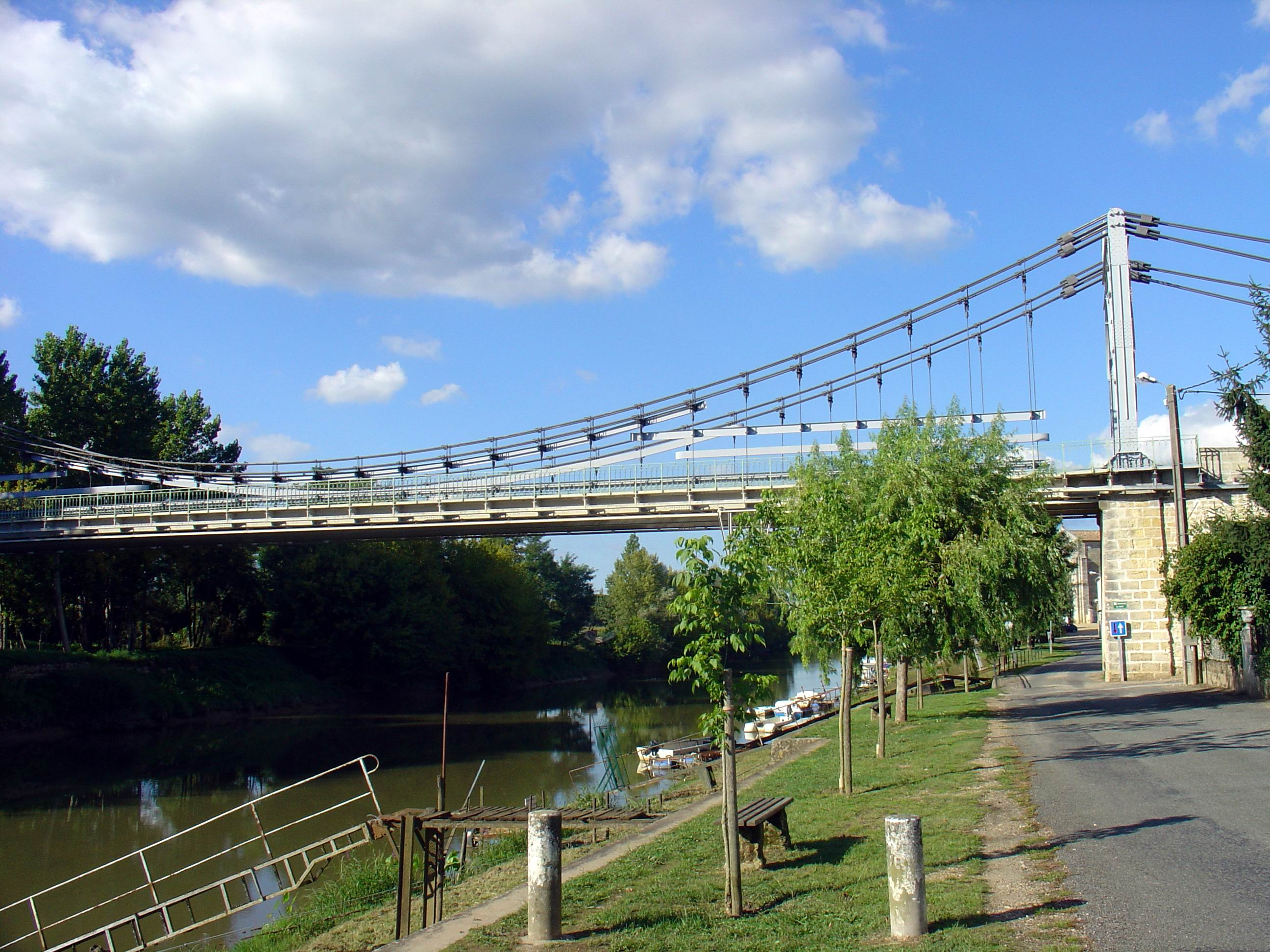
A híd

- Chartreuse de Bômale
- Lánchíd